# Ma France
Albums de Jean Ferrat
10 Grandes Chansons de Jean Ferrat Camarade
Ma France est un album studio de Jean Ferrat sorti chez Barclay en 1969.
Il contient le titre éponyme qui sera interdit d'antenne, provoquant un boycott temporaire de Jean Ferrat des plateaux de télévision. Il n'y retournera qu'en 1970 et devra patienter un an de plus pour voir la censure brisée par Yves Mourousi qui diffuse en 1971 un extrait de Ma France.

## Titres
Toute la musique est composée par Jean Ferrat.
| No  | Titre                                  | Auteur          | Durée |
| --- | -------------------------------------- | --------------- | ----- |
| 1.  | Au printemps de quoi rêvais-tu ?       | Jean Ferrat     | 3:10  |
| 2.  | La Matinée (duo avec Christine Sèvres) | Henri Gougaud   | 2:53  |
| 3.  | L'Idole à papa                         | Jean Ferrat     | 3:18  |
| 4.  | Les Poètes                             | Louis Aragon    | 4:04  |
| 5.  | Ariane                                 | Maurice Bourdet | 2:24  |
| 6.  | La Petite Fleur qui tombe              | Henri Gougaud   | 2:55  |
| 7.  | Ma France                              | Jean Ferrat     | 3:40  |
| 8.  | Rien à voir                            | Henri Gougaud   | 2:10  |
| 9.  | Les Filles longues                     | Jean Ferrat     | 4:24  |
| 10. | Hop là ! nous vivons                   | Henri Gougaud   | 2:32  |
| 11. | Le Bureau                              | Jean Ferrat     | 3:16  |
| 12. | Un jour futur                          | Henri Gougaud   | 1:58  |

## Crédits
- Arrangements et direction musicale : Alain Goraguer
- Direction artistique : Gérard Meys
- Production : Alléluia